# Reichstag (Império Alemão)

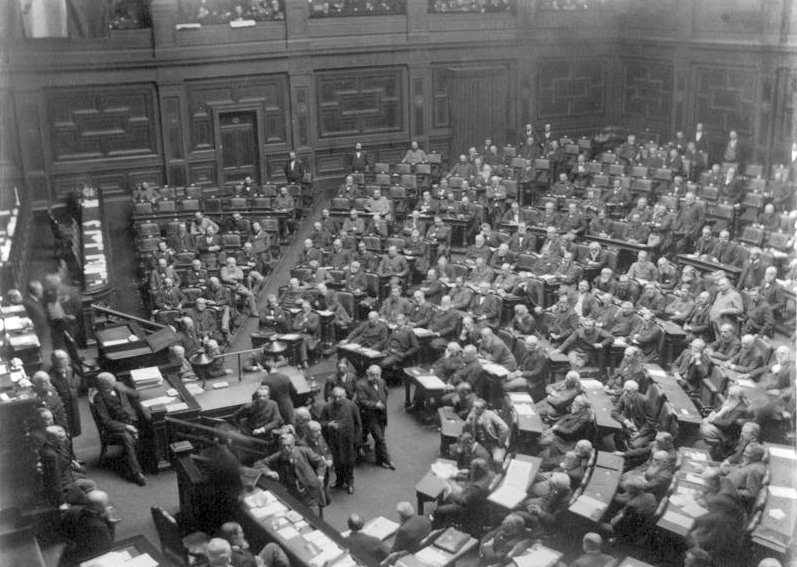
O Reichstag, em 1889

O Reichstag (alemão: [ˈʁaɪçstaːk] (escutarⓘ), Dieta do Reino ou Dieta Imperial) foi o Parlamento da Alemanha, entre 1871 e 1918. A legislação era compartilhada entre o Reichstag e o Bundesrat, que era o Conselho Imperial dos Príncipes Reinantes dos Estados alemães.
O Reichstag não tinha direito formal de designar ou de destituir governos, mas pelos padrões contemporâneos, foi considerado um parlamento altamente moderno e progressista. Todos os alemães, homens, com mais de 25 anos de idade, eram eleitores e elegíveis como membros do Reichstag, que eram eleitos pelo voto secreto. Era eleito um único membro por cada um dos círculos eleitorais por maioria de votos. Se nenhum dos candidatos recebesse a maioria dos votos, realizar-se-ia um segundo turno da eleição. Em 1871, o Reichstag consistia de 382 membros, mas a partir de 1874 esse número foi ampliado para 397 membros.
O prazo do mandato foi inicialmente fixado em três anos e, em 1888, este foi estendido para cinco anos. O Reichstag era aberto uma vez por ano pelo Imperador. Para que houvesse a dissolução do parlamento, a aprovação do Conselho Imperial e do Imperador eram necessárias. Os Membros do Parlamento gozavam de imunidade legal.

## Edifícios
O Reichstag estabeleceu-se no prédio da Preußischer Landtag (Parlamento Prussiano), em Berlim. Por um tempo, funcionou numa antiga fábrica de porcelana, Leipziger Straße. Após 23 anos "temporariamente" no local, que foi palco de apaixonados debates políticos protagonizados por nomes como Bebel, Liebknecht, e Bismarck, as instalações foram consideradas muito pequenas, de modo que, em 1871, foi tomada a decisão de construir um novo edifício. Em 1872, houve um concurso de arquitetura que atraiu 103 inscrições de arquitetos. No entanto, o trabalho não foi iniciado de imediato, devido a problemas com a compra da terra e desavenças entre o imperador Guilherme I, Otto von Bismarck, e entre os membros do Reichstag sobre como o trabalho deveria ser realizado.

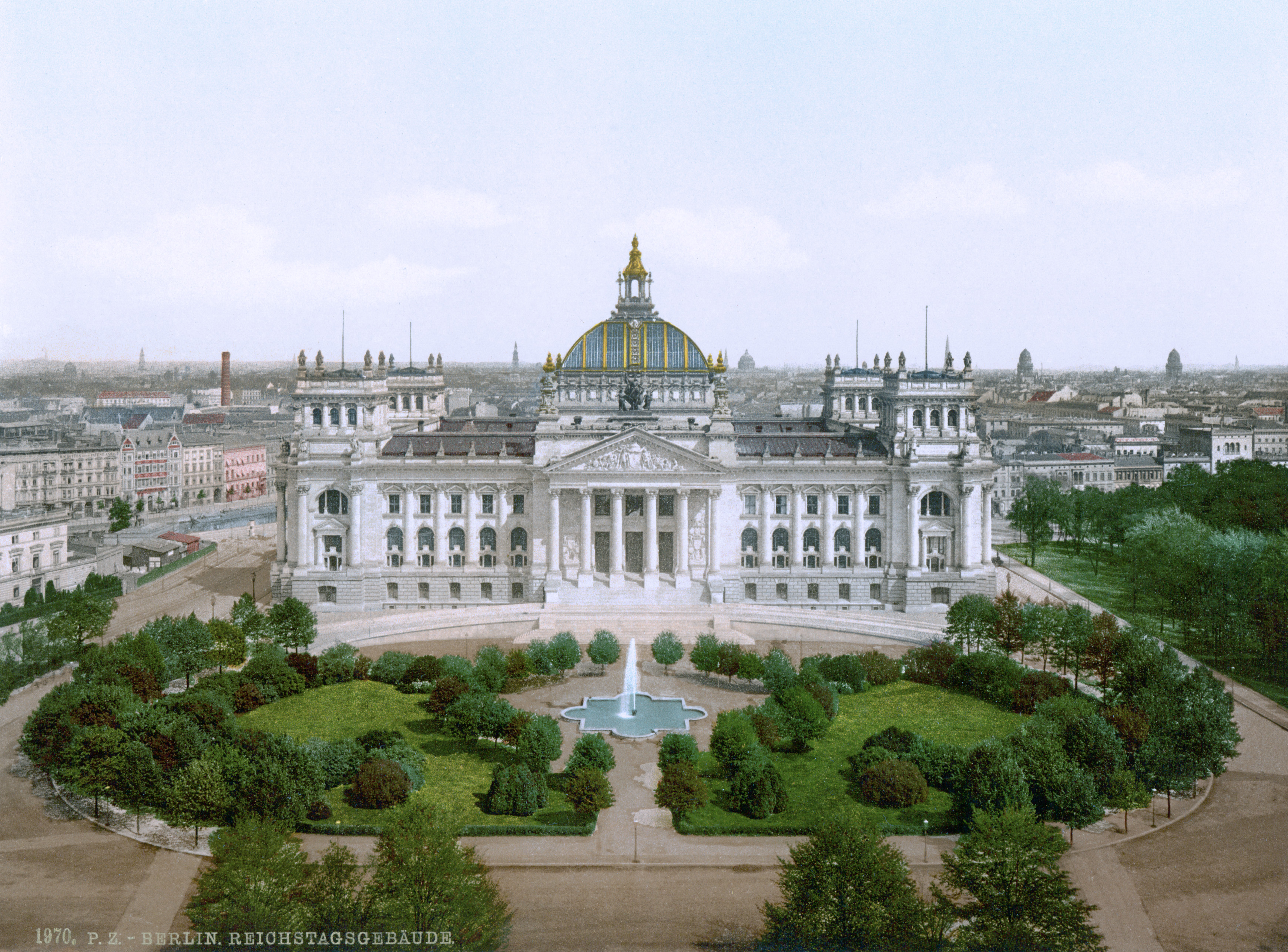
O novo edifício do Reichstag, em 1894

Dez anos mais tarde, em 1882, outro concurso de arquitetura foi anunciado, desta vez com cerca de 200 arquitetos participantes. O vencedor do segundo concurso foi o arquiteto de Frankfurt Paul Wallot, que teve seu plano executado. Em 29 de junho de 1884, o edifício de pedra foi finalmente inaugurado pelo Imperador. O novo prédio foi aclamado por sua cúpula de aço e vidro, uma obra prima da engenharia da época. Em 1888, antes de sua conclusão, o Imperador Guilherme I morreu naquele que ficou conhecido como o Ano dos Três Imperadores. O terceiro destes, Wilhelm II, opôs-se a um âmbito muito maior para o próprio conceito do parlamento como uma instituição democrática. O novo edifício foi inaugurado em 1894. A famosa inscrição – DEM DEUTSCHEN VOLKE (para o Povo alemão) – foi adicionada em 1916 por Peter Behrens, e ainda permanece nas torres acima da entrada monumental.

## Presidentes doReichstag
| Präsidenten des Deutschen Reichstages (1871–1918) |                                          |        |         |
| No.                                               | Nome                                     | Início | Término |
| 1                                                 | Eduard von Simson                        | 1871   | 1874    |
| 2                                                 | Maximilian Franz August von Forckenbeck  | 1874   | 1879    |
| 3                                                 | Otto Theodor von Seydewitz               | 1879   | 1880    |
| 4                                                 | Adolf Graf von Arnim-Boitzenburg         | 1880   | 1881    |
| 5                                                 | Gustav Konrad Heinrich von Goßler        | 1881   | 1881    |
| 6                                                 | Albert Erdmann Karl Gerhard von Levetzow | 1881   | 1884    |
| 7                                                 | Wilhelm von Wedell-Piesdorf              | 1884   | 1888    |
| 8                                                 | Albert Erdmann Karl Gerhard von Levetzow | 1888   | 1895    |
| 9                                                 | Rudolf Freiherr von Buol-Berenberg       | 1895   | 1898    |
| 10                                                | Franz von Ballestrem                     | 1898   | 1907    |
| 11                                                | Udo Graf zu Stolberg-Wernigerode         | 1907   | 1910    |
| 12                                                | Hans Graf von Schwerin-Löwitz            | 1910   | 1912    |
| 13                                                | Johannes Kaempf                          | 1912   | 1918    |
| 14                                                | Konstantin Fehrenbach                    | 1918   | 1918    |

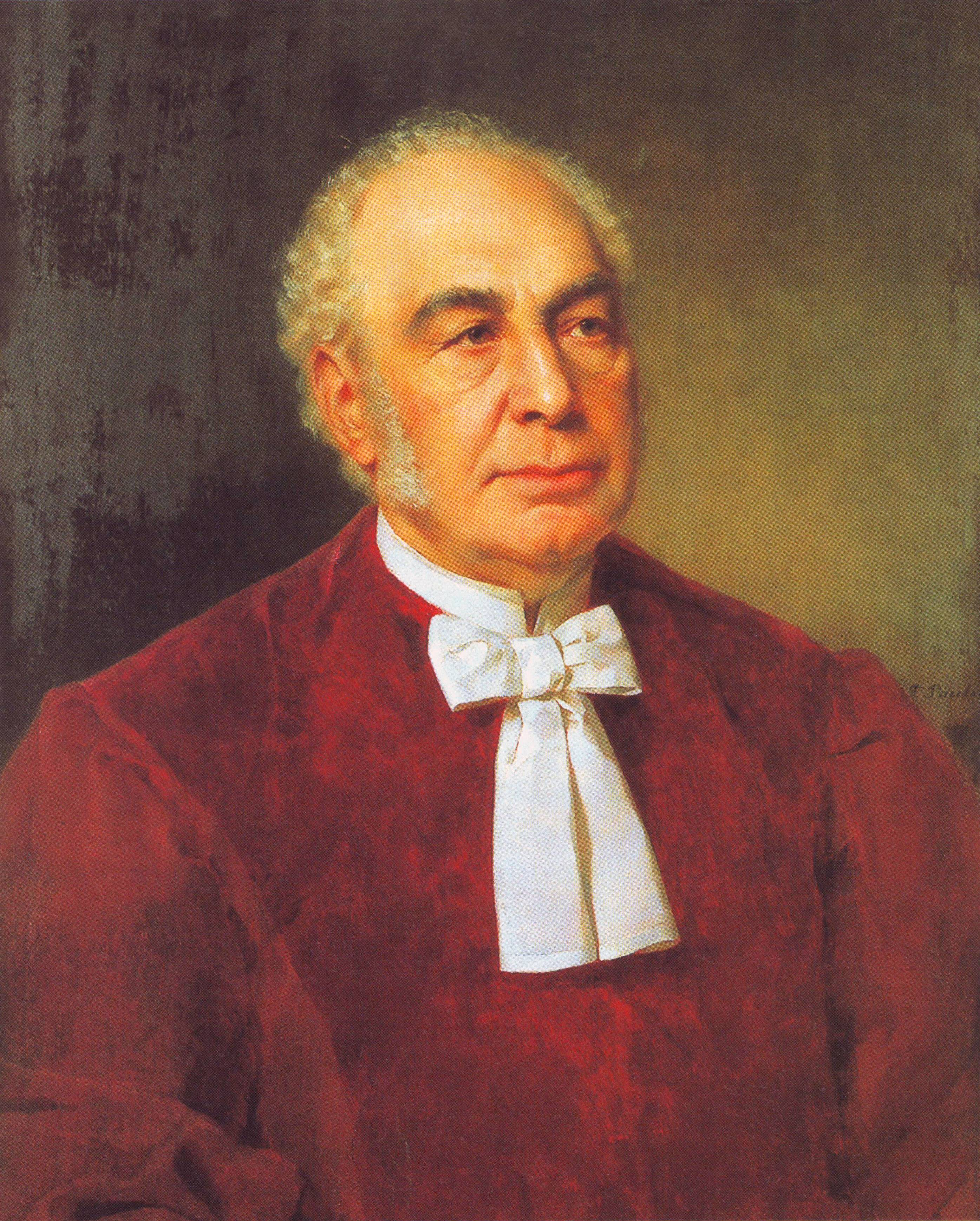
Eduard von Simson
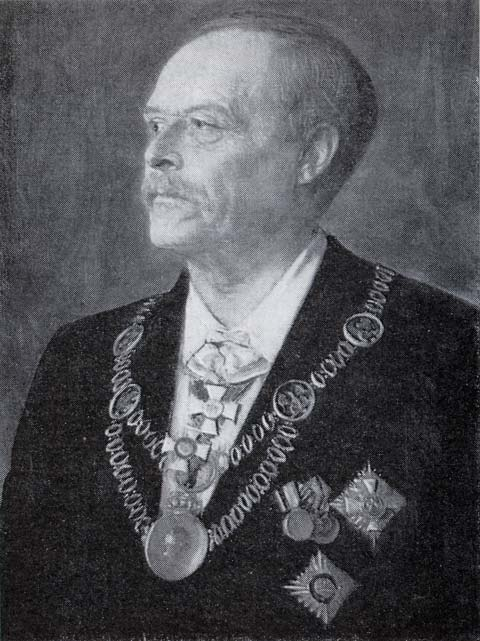
Max von Forckenbeck
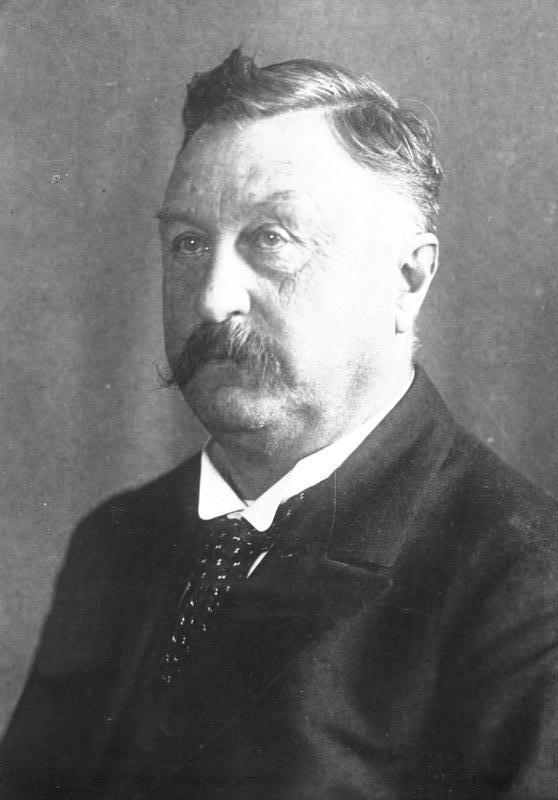
Konstantin Fehrenbach

## Membros notáveis doReichstag(de 1870 a 1919)
- Ludwig Bamberger (NLP, Deutsche Freisinnige Partei)
- Theodor Barth (NLP, Deutsche Freisinnige Partei)
- August Bebel (SPD)
- Rudolf von Bennigsen (NLP)
- Eduard Bernstein (SPD)
- Albert Hänel (Deutsche Fortschrittspartei, Deutsche Freisinnige Partei)
- Wilhelm Hasenclever (ADAV, SAP, Vorgängerparteien der SPD)
- Wojciech Korfanty (National-Democratic Party (Poland))
- Karl Liebknecht (SPD)
- Wilhelm Liebknecht (SAP, danach SPD)
- Ludwig Löwe (Deutsche Fortschrittspartei, Deutsche Freisinnige Partei)
- Hermann von Mallinckrodt (Zentrum)
- Helmuth Karl Bernhard von Moltke (Konservative Partei)
- Theodor Mommsen (Deutsche Fortschrittspartei, NLP)
- Friedrich von Payer (DtVP)
- August Reichensperger (Zentrum)
- Peter Reichensperger (Zentrum)
- Eugen Richter (Deutsche Fortschrittspartei, Deutsche Freisinnige Partei, FVp)
- Burghard von Schorlemer-Alst (Zentrum)
- Hermann Schulze-Delitzsch (Deutsche Fortschrittspartei, Deutsche Freisinnige Partei)
- Rudolf Virchow (Deutsche Fortschrittspartei, Deutsche Freisinnige Partei, FVp)
- Heinrich von Treitschke (NLP)
- Ludwig Windthorst (Zentrum)